# Miroslav Ilić
Miroslav Ilić serbisk kyrilliska: Мирослав Илић), född 10 december 1950 i byn Mrčajevci i Čačak, är en serbisk folksångare. Han är känd för sina kraftfulla röster och emotionella texter. Innan han blivit musikalisk tog han el-kursen på ett universitet i Skopje. Han hade samarbetat med gemensamma jugoslaviska musiker som Lepa Brena.

## Diskografi

### Singlar
- Savila se vita grana jablana (1965)
- Vesna stjuardesa (1972)
- Razboleh se pod trešnjama (1973)
- Zori, zori, dan se zabjelio (1973)
- Selo moje, zavičaju mio (1973)
- Oj, Moravo zelena dolamo (1973)
- Gina (1973)
- Vragolan (1974)
- Hiljadu suza (1974)
- Daleko si sada (1975)
- Šta je život (1975)
- Šta bi htela kad bi smela (1976)
- Boem (1976)
- Jelena (1977)
- Ja ne igram kako drugi svira (1977)
- Vino točim a vino ne pijem (1978)
- Koliko je ovaj svet (1979)
- Otvor prozor, curice malena (1980) duett med Dobrivoje Topalović
- Joj Rado, joj Radmila (1980)
- Gde si sada (1981) från filmen Sok od Sljiva

### Album
- Ovom te pesmom pozdravljam (1973)
- Voleo sam devojku iz grada (1975)
- Sreli smo se, bilo je to davno (1979)
- Polomiću čaše od kristala (1979)
- U svet odoh majko (1980)
- Tako mi nedostaješ (1981)
- Shvatio sam, ne mogu bez tebe (1982)
- Kad si sa mnom ne misli na vreme (1983)
- Pozdravi je, pozdravi (1983)
- Putujem, putujem (1984)
- Jedan dan života (Duettalbum med Lepa Brena) (1985)
- Tebi (1986)
- Misliš li na mene (1987)
- 10 Godina sa vama aka Dan osviće a ja odlazim (1988)
- Balada o nama (1988)
- Lažu da vreme leči sve (1989)
- Šta će nama tugovanje (1990)
- Prošlost moja (1993)
- Naljutićeš me ti (1993)
- Amerika, Amerika (1993)
- Probudi se srce moje (1996)
- Bili smo drugovi (1996)
- Čuvajte mi pesme (1998)
- Lidija (1998)
- Što si rano zaspala (1999)
- Tek smo počeli (2001)
- Može li se prijatelju (2002)
- Eto mene (2004)
- Dajem reč (2005)
- Mani me godina (2010)
- Volim te neizlečivo (2014)